# CE Gruis
CE Gruis är en svag dubbelstjärna belägen i mellersta delen av stjärnbilden Tranan. Den har en genomsnittlig  skenbar magnitud av ca 18 och kräver ett kraftfullt teleskop med kamera för att kunna observeras. 

## Observation

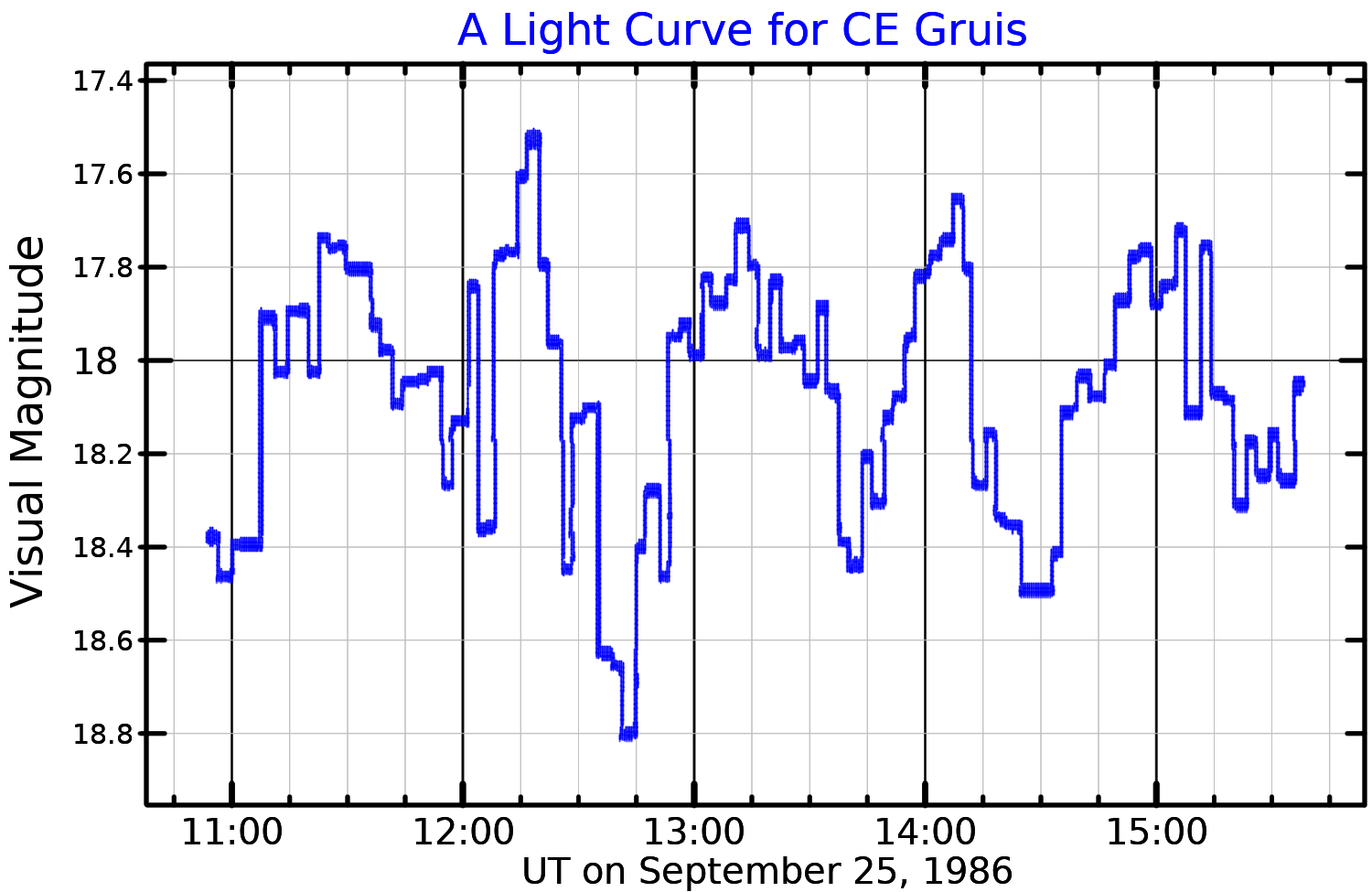
Ljuskurva i visuella bandet för CE Gruis, plottad från Tuohy et al.(1987).

CE Gruis är en variabel stjärna, med en B-bands ljusstyrka som sträcker sig från en toppmagnitud på 17,4 ner till ett minimum av 19,5 en period av 108,6 minuter. Systemet består av en vit dvärg och donatorstjärna, låsta i en snäv, synkron bana. I sådana system, kända som polarer, bildar material från givarstjärnan inte en ackretionsskiva runt den vita dvärgen på grund av dess intensiva magnetfält, utan strömmar snarare direkt på den längs kolonner.
Stjärnan identifierades först som ett intressesystem av M.R.S. Hawkins 1983 som en del av en undersökning av svaga variabla objekt i stjärnbilden Tranan. Katalogiserad som Grus V-1, visade den hög grad av variation såväl som en intensiv emission av joniserat helium. Dessa egenskaper antydde att det kan vara en kataklysmisk variabel av AM Herculis-typ. Den binära perioden på 108,6 minuter låg inom intervallet 100–115 minuters perioder som en majoritet av kända AM Herculis-system visade. Systemets emissionsmönster visar en blå och röd komponent som är karakteristisk för cyklotronemission från ackretionstunnlar längs en dipolär axel. Slutligen matchade den upprepade moduleringen av variabiliteten inte det oberäkneliga mönstret som observerats hos ackretionsskivor.
År 1990 observerades stark cirkulär polarisering från systemet, vilket bekräftade dess identitet som en polär. Cyklotronemissionen kommer från två regioner på ytan av den vita dvärgen, den första polaren som har två emissionsregioner identifierade. Den så kallade 'blå polen' är synlig i hela omloppsbanan och är således belägen på halvklotet ovanför omloppsplanet. Däremot förmörkas den "röda polen" av den vita dvärgen under cirka 70 procent av omloppsbanan. Den röda polen är dock troligen den dominerande emissionsregionen på ytan. Emissionsområdena är linjärt utsträckta och ligger i 30° förskjutning från de magnetiska polerna. De är nästan i linje med rotationsaxeln.
Röntgenstrålning upptäcktes först 2002 från detta system, som en del av en undersökning av polarer av XMM-Newtons rymdobservatorium. Röntgenspektrumet måste anpassas med en chockbaserad modell orsakad av en plötslig förändring i accelerationen. Det finns ingen mjuk röntgenstrålning som ses på andra polarer, möjligen som ett resultat av blobby ackretion. Den vita dvärgen har en uppskattad massa som är ungefär lika med solens massa.